# Нгати Тоа

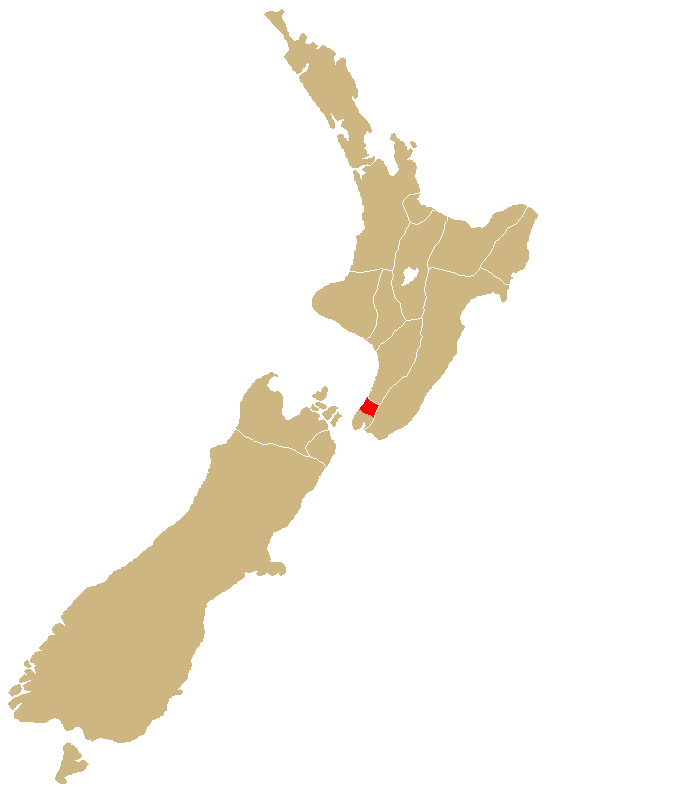
Район расселения племени Нгати Тоа на Северном Новой Зеландии

Нгати Тоа, Нгати Тоарангатира или Нгати Тоа Рангатира — это племя (иви) маори, проживающее на юге Северного острова и на севере Южного острова Новой Зеландии . Его рохе (племенная территория) простирается от Уонгануи на севере, Палмерстон-Норт на востоке и Каикоура и Хокитика на юге. Нгати Тоа остается небольшим иви с населением всего около 4500 человек (перепись 2001 года). Здесь четыре мараэ: Такапувахия и Хонгоэка в городе Порируа, а также Факату и Уаирау на севере Южного острова. Правление Нгати Тоа носит название Те Рунанга о Тоа Рангатира.
Иви ведет свое происхождение от одноимённого предка Тоарангатира. До 1820-х годов Нгати Тоа жили в прибрежном западном регионе Уайкато, пока не был вытеснен конфликтом с другим таинуи иви во главе с Потатау Те Фероферо (ок. 1785—1860), который позже стал первым королем маори (годы правления 1858—1860). Нгати Тоа, Нгати Раруа и Нгати Коата во главе с Те Раупарахой (ок. 1765—1849) мигрировали на юг и вторглись в регионы Таранаки и Веллингтон вместе с тремя племенами Северных Таранаки: Те Атиава, Нгати Тама и Нгати Мутунга. Вместе они сражались и завоевали район Веллингтона, подчинив племя Нгати Ира. После 1820-х годов регион, завоеванный Нгати Тоа, простирался от Мириа-те-какара в Рангитикеи до Веллингтона и через пролив Кука до Уаирау и Нельсона.

## Те Раупараха
Парековату из Нгати Раукава, жена Веравера из Нгати Тоа, родила Те Раупараха примерно в 1760-х годах. Согласно племенной традиции, рождение произошло в Патангате недалеко от Кахии. Те Раупараха стал известным вождем Нгати Тоа, которому руководство силами Нгати Тоа против племен Уаайкато и Нгати Маниапото, а затем, после своего поражения, вынужден был мигрировать в регион пролива Кука, завоевав и заселив его в 1820-х годах. Позже он пересек пролив Кука, чтобы напасть на племя Рангитане в долине Уаирау. Его попытке завоевать племена Южного острова помешала вспышка кори, убившая многих его воинов.
Те Раупараха подписал Договор Вайтанги дважды в мае и июне 1840 года: сначала на острове Капити, а затем ещё раз на острове Уаирау. Те Раупараха сопротивлялся европейскому поселению в тех районах, которые, как он утверждал, он не продал. Позже возникли споры из-за Порируа и долины Хатт. Но главное столкновение произошло в 1843 году, когда Те Раупараха и его племянник Те Рангихаеата попытались помешать обследованию земель на равнинах Уаирау. Эти земли были заявлены новозеландской компанией по двум причинам: предполагаемая покупка капитаном Бленкинсопом, капитаном сиднейского китобойного судна в 1831—1818 годах, и переговоры между их главным агентом (полковником Уэйкфилдом) и Раупарахой, главой этого племени, в 1839 году. Те Раупараха сжег пристань, где хранилось исследовательское оборудование. Магистрат Нельсона приказал арестовать его. Те Раупараха сопротивлялся аресту, и началась драка, в результате которой погибла Те Ронго, жена Те Рангихаэта. Те Рангихаеата, который был известен как свирепый воин, затем убил сдавшуюся группу исследователей, чтобы отомстить за смерть своей жены в результате уту. Это стало известно как инцидент в Уаирау, поскольку большинство европейцев были убиты после того, как боевые действия прекратились.
После боев в долине Хатт в 1846 году британский губернатор Джордж Грей арестовал Те Раупараху после того, как британские войска обнаружили, что он получал и отправлял секретные инструкции местным маори, атакующим поселенцев. В результате внезапного нападения на Те Раупараху, который был уже довольно пожилым человеком, он был схвачен и взят в плен. Власти держали его в заключении в течение десять месяцев, а затем держали под домашним арестом в Окленде на борту тюремного корабля «Водитель». После его захвата боевые действия в районе Веллингтона прекратились. Те Раупараха был освобожден для участия в мирной конференции маори в Кохимарамаре в Окленде, а затем освобожден после того, как отказался от любых претензий на долину Уаирау. Последним выдающимся достижением Те Раупараха стало строительство церкви Рангиатеа (1846 г.) в Отаки. Христианства он не принял, хотя посещал церковные службы.
Те Раупараха умер 27 ноября 1849 года в возрасте около 85 лет и был похоронен недалеко от Рангиатеа в Отаки. Многие помнят его как автора хаки «Камате, ка мате», которую он написал после того, как после поражения в битве был спрятан в руа (картофельной яме) женщиной в регионе Таупо.

## Нашествие с севера
Племя Нгати Тоа жили в районе гавани Кахия в течение многих поколений, пока растущие конфликты с соседними иви Уаикато-Маниапото не вынудили их покинуть свою родину. С конца восемнадцатого века Нгати Тоа и родственные им племена постоянно воевали с племенами Уаикато-Маниапото за контроль над богатой плодородной землей к северу от Кахии. Войны усиливались с каждым убийством крупного вождя, с каждым оскорблением и легким страданием, достигая пика в битве при Хингакаке в конце XVIII или начале XIX века. Нгати Тоа мигрировали из Кахии в регион пролива Кука под руководством своего вождя Те Раупарахи в 1820-х годах.
Вместе две миграции Хеке Тахутахуахи и Хеке Татарамоа носят имя Хеке маи раро, что означает «миграция с севера». Резной молитвенный дом с названием Те Хеке Май Раро, который стоит на Хонгока Мараэ, увековечивает миграцию.

### Первая миграция, Хеке Тахутауахи (1820 год)
Хеке Тахутауахи (переводится как «экспедиция по освещению огня») вывела племя Нгати Тоа из Кавии в Таранаки в 1820 году. Племя (иви) Нгати Мутунга из региона Таранаки подарило Нгати Тоа па Пукевхакамару. Пукевхакамару лежал в глубине Ококи, вверх по реке Уренуи. Нгати Тоа пробыло в Пукевхакамару 12 месяцев. Союз Уаикато-Маниапото двинулся на Нгати Тоа в регион Таранаки, и там начались сражения, среди них битва при Мотунуи между Уаикато-Маниапото и союзом Нгати Тама, Те Ати Ава и Нгати Мутунга.

### Вторая миграция, Хеке Татарамоа (1822 год)
Название Хеке Татарамоа (переводится как «миграция ежевичного куста») напоминает о трудностях, испытанных во время второй миграции Нгати Тоа. Нгати Тоа покинул Ококи примерно в феврале-марте 1822 года после сбора урожая, посаженного для путешествия. В этот хеке также входили некоторые люди из Нгати Тама, Нгати Мутунга и Те Ати Ава. Переселенцы прибыли в регион Горовенуа-Капити в начале 1820-х годов и поселились сначала в Те Авамате, затем в Те Варанги, а затем, в конце концов, на острове Капити.

### Хака «Ка-матэ»
Обеспокоенность по поводу ненадлежащего коммерческого использования «Ка-матэ» Те Раупараха привела к тому, что племя Нгати Тоа попытались зарегистрировать его торговую марку, но в 2006 году Управление интеллектуальной собственности Новой Зеландии отклонило их требование на том основании, что хака (ритуальный танец) Ка-матэ добилось широкого признания в Новую Зеландию и за рубежом, представляя Новую Зеландию в целом, а не отдельного автора.
В 2009 году в рамках более широкого урегулирования жалоб правительство Новой Зеландии согласилось:
… записать авторство и значение хака Ка Матэ для Нгати Тоа и … работать с Нгати Тоа, чтобы решить их проблемы с хака … [но] не ожидает, что возмещение повлечет за собой гонорары за использование Ка Матэ или предоставить Нгати Тоа право вето на исполнение Ка Матэ ….

## Мараэ и варенуи

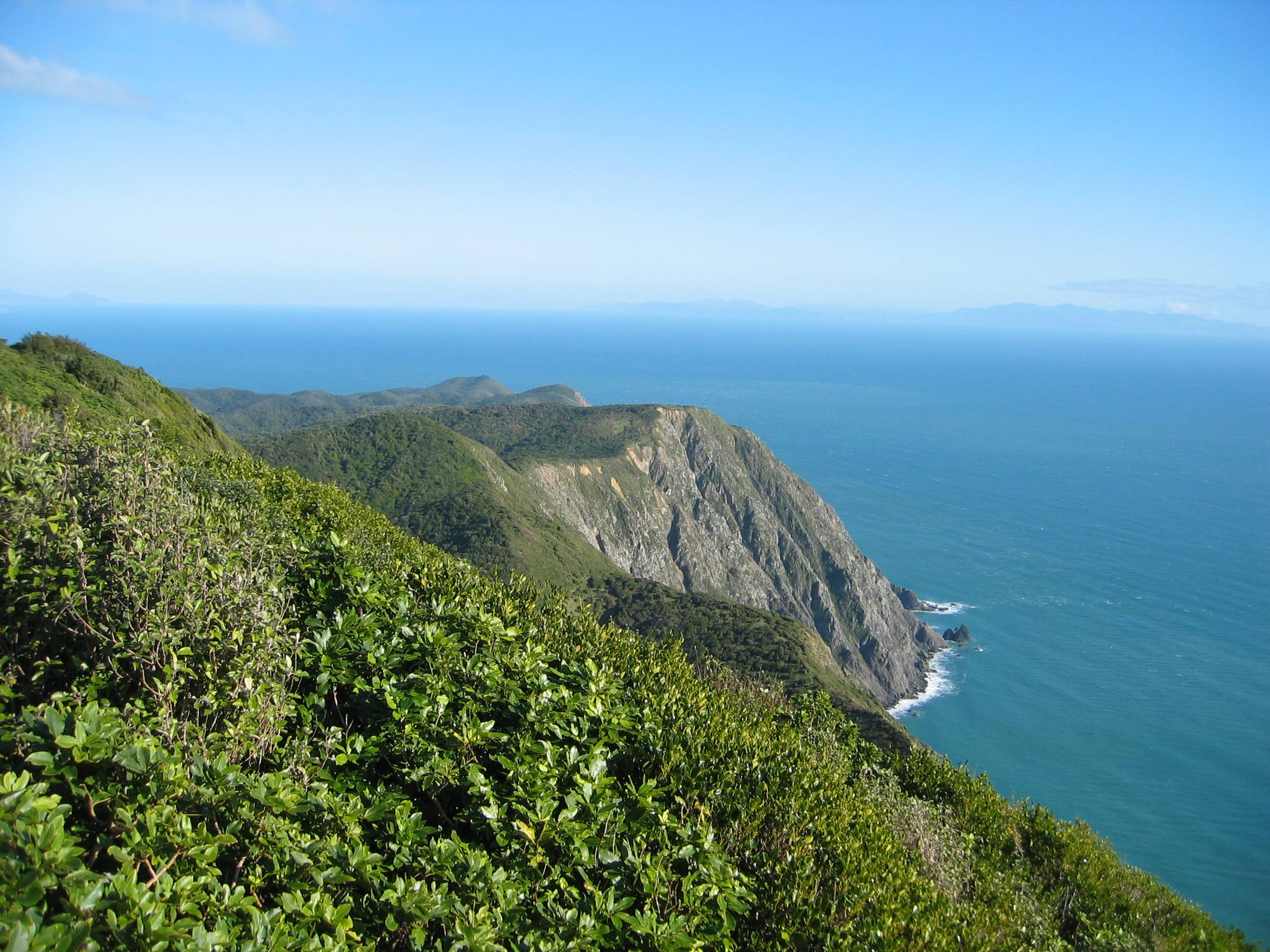
Вид на юг, в сторону пролива Кука и Южного острова с острова Капити.

Существует четыре мараэ (общественные места) и варенуи (дома собраний), связанные с Нгати Тоа:
- Hongoeka Marae (включая Te Heke Mai Raro wharenui), Плиммертон
- Takapuwahia Marae (включая Toa Rangatira wharenui), Порируа
- Wairau Marae (включая Wairau варенуи), Спринг-Крик
- Whakatū Marae (включая Kākāti wharenui), Нельсон[1].

## Управление
Te Runanga o Toa Rangatira Inc признана правительством Новой Зеландии в качестве управляющей организации племени Нгати Тоа в соответствии с её Договором об урегулировании претензий Договора Вайтанги с Короной в соответствии с Законом об урегулировании претензий Нгати тоа Рангарита 2014 года. Это уполномоченная организация племени в соответствии с Законом о рыболовстве маори 2004 года, организация аквакультуры племени в соответствии с Законом об урегулировании претензий коммерческой аквакультуры маори 2004 года, «орган племени» в соответствии с Законом об управлении ресурсами и организация Тухоно.
Te Runanga o Toa Rangatira — инкорпорированное общество, управляемое советом из 15 представителей, включая трех избранных от iwi whānui, некоторых назначенных от Гамильтона, Нельсона и Уаирау, а некоторых назначенных от мараэ и других организаций иви Нгати Тоа. По состоянию на 2016 год председателем племени является Таку Параи, исполнительным директором — Матиу Рей, а общество базируется в Порируа.
Общенациональная радиостанция маори Веллингтона Te Upoko O Te Ika перешла Нгати Тоа с 2014 года It began part-time broadcasting in 1983 and full-time broadcasting in 1987, and it is New Zealand’s longest-running Māori radio station.. Она начала вести частичное вещание в 1983 году, а постоянное вещание — в 1987 году, и это старейшая радиостанция маори в Новой Зеландии. Atiawa Toa FM — официальная радиостанция племен Нгати Тоа и Те Атиава. Она назывась Atiawa FM в 1993 году и транслировался на Te Atiawa в Хатт-Вэлли и Веллингтоне. Он изменил свое название на Атиава Тоа FM в середине 1997 года, расширив свою деятельность до Нгати Тоа в Порируа и на побережье Капити.
Нгати Тоа имеют интересы на территориях регионального совета Большого Веллингтона, районного совета Тасмана, городского совета Нельсона и районного совета Мальборо. Она также имеет интересы на территориях окружного совета побережья Капити, городского совета Порируа и городского совета Веллингтона.